# 社会科学

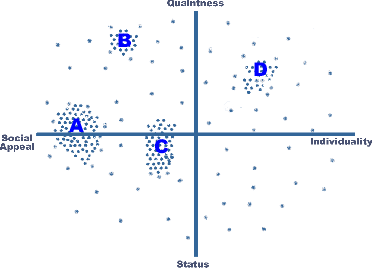
社會科學市場調查的範例

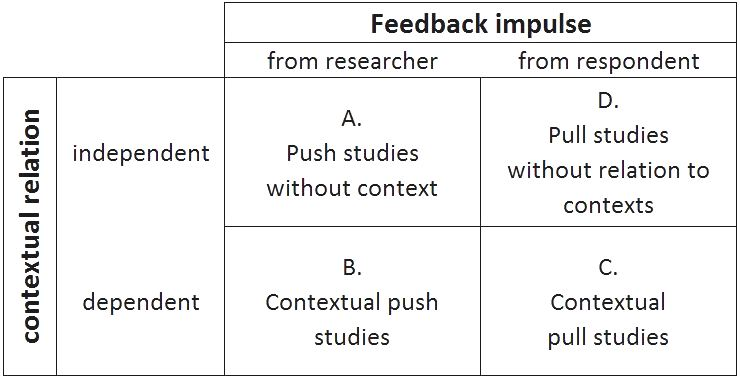
手機市場的方法論分析

社会科学（英語：social science）是用科学的方法，研究人类社会的種種现象。狭义的“社会科学”是对人类社会组织、结构与活动进行描述、解释和预测的实证主义科学研究，如社會學研究当代人類社會，政治學研究政治、政策和有關的活動，經濟學研究資源分配。广义的“社会科学”，作为自然科学（以自然为研究对象）的对应物，是对所有以人和社会为研究对象的实证与跨学科研究及人文学科的统称。“社會科學”的概念起源於1930年出版的《社會科學百科全書》（Encyclopaedia of the Social Sciences），其內容包含了會計學、人類學、考古學、檔案學、區域研究、行為科學、商學、地圖學、認知科學、商業、傳播學、刑事學、犯罪學、文化研究、人口學、發展研究、論述分析、經濟學、教育學、環境科學、環境社會科學、環境研究、倫理學、民族植物學、民族學、金融學、民俗學、未來學、性別研究、地理學、全球研究、歷史學、人力資源管理、國際關係學、資訊學、新聞學、地景生態學、法學、圖書館學、語言學、管理學、管理科學、行銷學、媒體研究、軍事學、作業研究、組織行為學、刑罰學、哲學、政治學、公共行政學、公共衛生、公共政策、公共關係、心理學、宗教學、社會工作、社會學、策略管理、永續發展、神學等與社會科學概論相關的一門學科。

## 歷史
社會科學是十八世紀啟蒙運動後才興起的學科，隨著時間的進展，也確立了研究對象包含哪些範圍，社会科学概念有广义和狭义之分。在1968年台灣出版的《雲五社會科學大辭典》更確定了以下社會科學的研究對象，其中包括了有：會計學、人類學、考古學、檔案學、區域研究、行為科學、商學、地圖學、認知科學、商業、傳播學、刑事學、犯罪學、文化研究、人口學、發展研究、經濟學、教育學、環境科學、論述分析、環境社會科學、環境研究、倫理學、民族植物學、民族學、金融學、民俗學、未來學、性別研究、地理學、全球研究、歷史學、人力資源管理、國際關係學、資訊學、新聞學、地景生態學、法學、圖書館學、語言學、管理學、管理科學、行銷學、媒體研究、軍事學、作業研究、組織行為學、刑罰學、哲學、政治學、公共行政學、公共衛生、公共政策、公共關係、心理學、宗教學、社會工作、社會學、策略管理、永續發展、神學。

## 学科
社会科学包括：
- 會計學
- 人類學
- 考古學
- 檔案學
- 區域研究
- 行為科學
- 商學
- 地圖學
- 認知科學
- 商業
- 傳播學
- 刑事學
- 犯罪學
- 文化研究
- 人口學
- 發展研究
- 論述分析
- 經濟學
- 教育學
- 環境科學
- 環境社會科學
- 環境研究
- 倫理學
- 民族植物學
- 民族學
- 金融學
- 民俗學
- 未來學
- 性別研究
- 地理學
- 全球研究
- 歷史學
- 人力資源管理
- 國際關係學
- 資訊學
- 新聞學
- 地景生態學
- 法學
- 圖書館學
- 語言學
- 管理學
- 管理科學
- 行銷學
- 媒體研究
- 軍事學
- 作業研究
- 組織行為學
- 刑罰學
- 哲學
- 政治學
- 公共行政學
- 公共衛生
- 公共政策
- 公共關係
- 心理學
- 宗教學
- 社會工作
- 社會學
- 策略管理
- 永續發展
- 神學

政治学、经济学、社会学是典型的狭义上的社会科学。而有些学科，如历史学，则是狭义的社会科学和人文学科的交叉，但通常理解为人文学科。广义的“社会科学”则包含了人文学科，如中国社会科学院设有社会科学和人文学科两类研究所。法学或法律研究较少采用社会科学的研究方法，因而不属于狭义上的社会科学学科，法学研究亦不属于传统意义上的人文学科，但因法律属于重要的人类社会现象，因此法学研究有时也被归纳为广义的社会科学学科。
有些学科，如心理學、人类学、考古学、地理學，是社会科学和自然科学的交叉，其细分据研究方向、政策导向而不同。比如心理學，中国大陆教育机构多將心理學按照自然科学类并入理学院，如参与组建中国科学院心理研究所的南京大学心理学系，在1956年以前（包括民国时期）都设在理学院下；而香港教育机构多把心理学归于社会科学。
北美地区教育机构倡导“文理不分家”（将社会科学、生命科學、物質科學、自然科学作为同一个大类），多把社会科学学科歸入“文理学院（College of Liberal Arts and Sciences）”，将社会科学、自然科学(物質科學、生命科學)等学科统称为“科学学科（sciences）”。
在奉马克思思想为权威的中国大陆，以马克思主义哲学作为中国社会科学的指导思想，一度置人文学科及社会科学于哲学之下，将人文学科和社会科学统称为“哲学社会科学”。随着社会的多元化的转变，学术的自由探讨空间将越来越大，社会科学的定义与分类方面也会开始发生变化。

## 方法论

### 社会研究
社会研究是指由社会科学家以有系统方式进行的研究。社会研究方法可以分为定量研究和定性研究。
- 定量研究指的是采用量化数据，对社会现象进行经验考察。这种方法运用统计学分析个案，以达致有效及可信的广泛通用的结论。
- 定性研究指的是透过直接观察、与参与者沟通或分析文本，产生关于特定研究个案（而非广泛通用）的资讯或知识。定性研究有时强调准确度多于广泛通用程度。

即使研究方法分为定量和定性，大部分方法蕴含二者元素。例如，定性研究往往以颇具结构的方式，为原始资料进行编码，归纳为有系统的资讯，和量化编码者间信度。  故此，“定量”和“定性”并非完全切割的概念。
社会科学家采用一系列的方法，分析林林种种的社会现象，包括：收集数以百万计个人数据的人口普查、深入分析社会实验内的单一个体、观察近代街头的现况、调查古代历史文献。社会研究方法植根于社会学和统计学，延展至其他学科，包括政治学、媒体研究、方案评估和市场调查。

### 研究方法
社会科学家就不同的研究技巧意见分歧。这种争论源于社会理论的核心历史分野（实证主义和反实证主义；结构与施为者理论）。话虽如此，定量和定性方法皆有其系统处理数据和理论。 选择何种方法取决于研究员希望了解什么。例如，研究员希望为整个人口划出广泛通用的结论，会为有代表性的样本人口进行问卷调查。相反，研究员希望了解影响个人社会行为背后的全盘因素，可能选择民族志式的参与观察，或开放性访问。研究经常揉合或“三角交叉”定性和定量方法，进行多策略的研究设计。

#### 抽样
一般而言，当特定总体非常庞大，全面点算或列举人口的数值极不可行。于是，研究会从总体抽取较能掌控的子集，是为“样本”。
实证研究运用统计学，透过分析样本，推论总体的情形。这种以收集样本资讯以了解总体的过程，称为“抽样”。
抽样方法可以分为“随机”（简单随机抽样、系统抽样、分层抽样、整群抽样）或“不随机／非概率”（任意抽样、立意抽样、雪球抽样）。
抽样最普遍的原因是收集人口数据，比全数列举更快捷和便宜。

### 循环性
学界使用循环性（recursivity）这一概念来强调社会科学学者在基于其所属的世界来进行知识生产时所处的境况。Audrey Alejandro认为：“作为社会科学学者，我们的处境是循环式的——我们既是主体（因为话语是我们进行分析的媒介），又是我们所生产的学术话语的客体（因为我们是属于我们所分析的世界的社会性主体）。”
在此基础上，她提出了摆脱这一循环、解放知识生产的关键是进行反身性（reflexive）思考：
“我们是被我们所要改变的社会政治秩序所产生的话语和情境所社会化（socialized）的，因此可能会无意识地复制这种社会政治秩序，而这就与我们的初衷背道而驰了。现在，学者们的境地是循环式的——更确切地说，我们用于知识生产的工具本身就是由这个世界生产出来的——这一事实证明了在实践中进行反身性思考的迫切性和挑战性。”

## 外部連結
- 丁學良：〈華人社會裏的西方社會科學〉 （页面存档备份，存于）（1997年）